# Palazzo Scola Camerini
Palazzo Scola Camerini è un edificio di origine rinascimentale che si trova a Ferrara in corso Ercole I d'Este. Il palazzo è sede degli uffici della questura cittadina.

## Storia

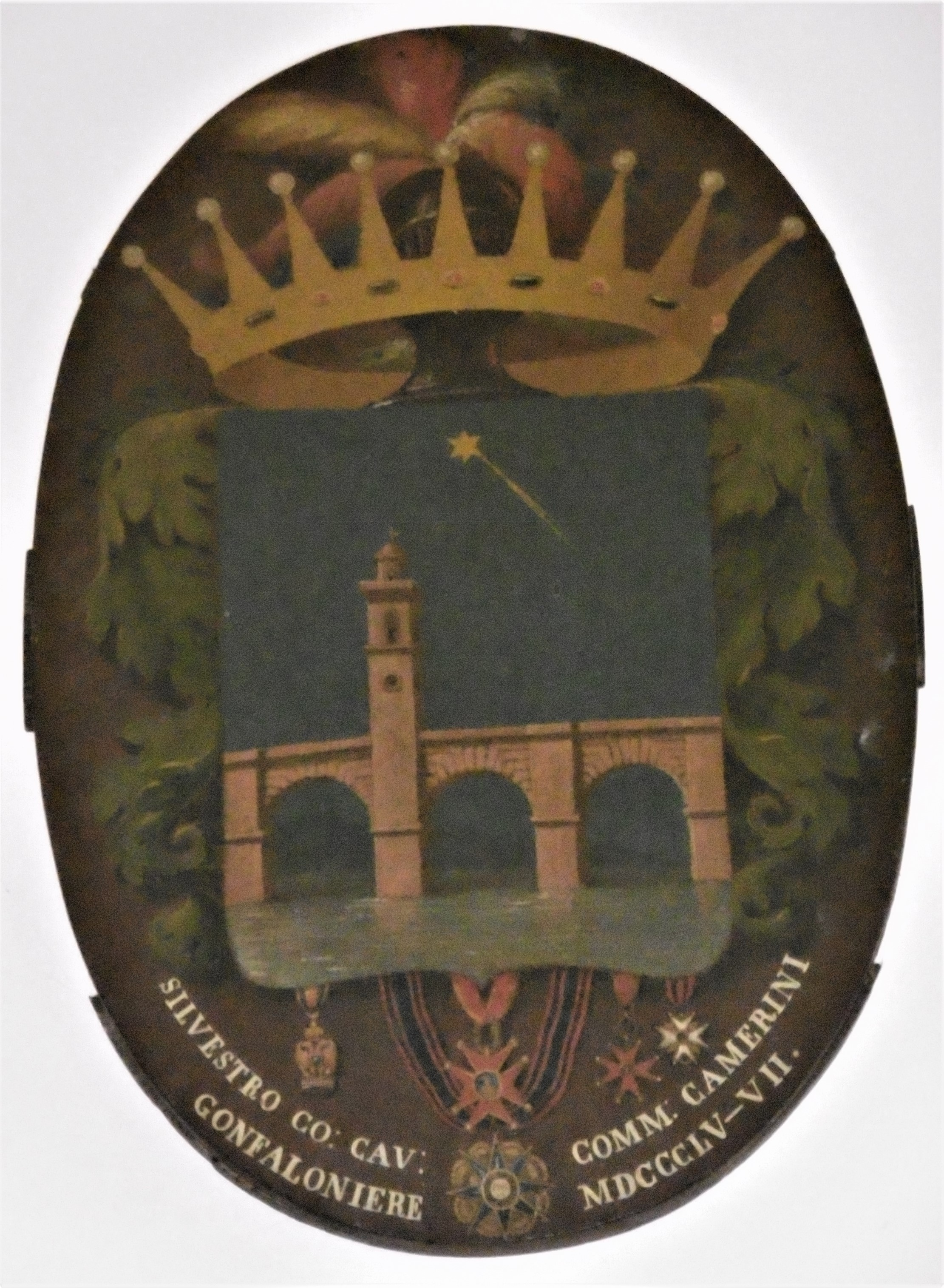
Stemma del Conte Cav. Comm. Silvestro Camerini

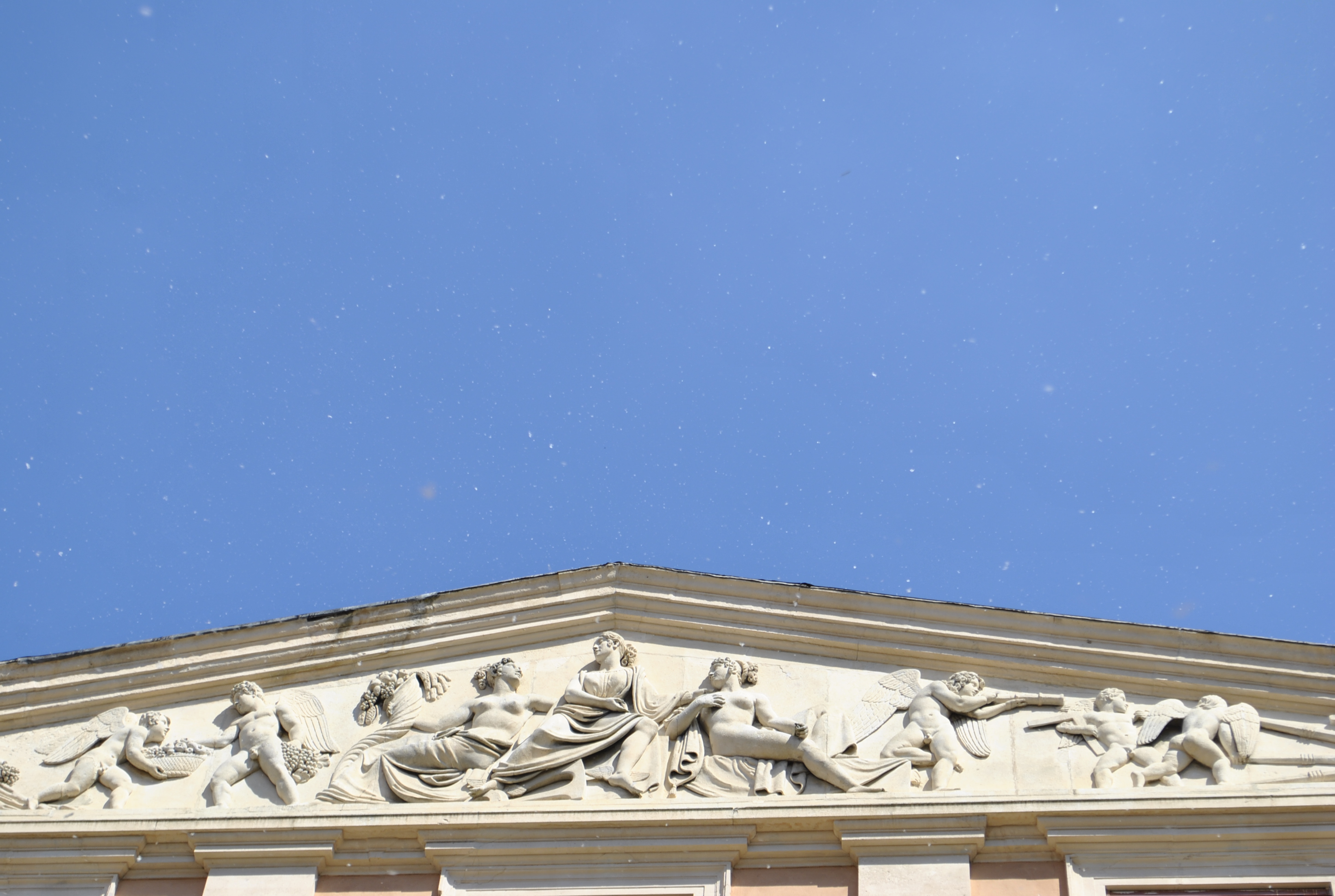
Particolare del timpano del frontone sulla facciata. La Fortuna propizia l’Idraulica e realizza l'Abbondanza, opera di Marco Casagrande.

Il monumentale edificio venne costruito attorno alla fine del XVI secolo e nel corso del tempo venne restaurato e modificato in varie occasioni oltre a passare spesso di proprietà.
Silvestro Camerini (1777-1866), un imprenditore che si era costruito una fortuna non solo nel ferrarese ma anche nel Veneto, e che ottenne il titolo di duca, lo acquistò il 3 dicembre 1830 quando il palazzo versava in pessime condizioni e, dopo averlo risanato ed adattato alle sue esigenze, lo usò come propria residenza e sede di rappresentanza (Silvestro fu anche gonfaloniere della città di Ferrara). Il palazzo venne ceduto nel 1866 al nipote Giovanni Camerini (1837-1919), senatore, erede del titolo ducale e dei beni in Emilia-Romagna (mentre dei beni in Veneto fu erede l'altro nipote Luigi, padre del duca Paolo Camerini).
Dalla metà del XX secolo viene utilizzato per gli uffici della questura di Ferrara.

## Descrizione
Il palazzo si trova in corso Ercole I d'Este quasi di fronte all'ingresso che dava accesso, sino al 2006, al Museo Michelangelo Antonioni. Sempre di fronte, leggermente più a nord, sino al 2020 si accedeva al Museo del Risorgimento e della Resistenza, poi chiuso e in attesa di una nuova collocazione.
Il prospetto principale è caratterizzato da un grande frontone neoclassico posto al suo centro, opera di Marco Casagrande e realizzato con marmi dei colli Euganei.
Il piano nobile, al quale si accede con un grande scalone, ospita sale con decorazioni dei pittori ferraresi Francesco Migliari e Gaetano Domenichini.